# École de médecine de l'université Stanford
La faculté de médecine de l'université de Stanford (Stanford University School of Medicine) est la faculté de médecine de l'université de Stanford et est située à Stanford, en Californie, aux États-Unis.
Ses racines remontent au département de médecine de l'Université du Pacifique, fondée à San Francisco en 1858. Cette institution médicale, alors appelée Cooper Medical College, fut acquise par Stanford en 1908. En 1959, la faculté de médecine a déménagé sur le campus de Stanford, près de Palo Alto, en Californie.
L'École de médecine, ainsi que Stanford Health Care et Lucile Packard Children's Hospital, font partie de Stanford Medicine.

## Histoire
En 1855, le médecin de l'Illinois Elias Samuel Cooper s'installe à San Francisco à la suite de la ruée vers l'or en Californie. En coopération avec l'Université du Pacifique (également connue sous le nom de California Wesleyan College), Cooper crée le département médical de l'Université du Pacifique, la première école de médecine de la côte ouest, en 1858, sur Mission Street près de la 3e rue à San Francisco. Cooper meurt en 1862 et, sans sa direction, le département médical de l'Université du Pacifique décline.
En 1870, le neveu de Cooper, Levi Cooper Lane, réactive et réorganise le département médical de l'Université du Pacifique. En 1882, Lane fait don d'un nouveau bâtiment à l'intersection des rues Webster et Sacramento et établit le département comme une école séparée, le Cooper Medical College,. Levi Cooper Lane a construit un hôpital et une école d'infirmières et a prévu la création de la bibliothèque médicale Lane.
En 1908, le Cooper Medical College a été donné à l'Université de Stanford. Elle est devenue l'institution médicale de Stanford, initialement appelée Département de médecine de Stanford, puis École de médecine de l'Université de Stanford. Dans les années 1950, le conseil d'administration de Stanford a décidé de déplacer l'école vers le campus principal de Stanford, près de Palo Alto. Le déménagement a été achevé en 1959. Le campus médical de San Francisco est devenu l'hôpital presbytérien, puis le California Pacific Medical Center.
Dans les années 1980, le Centre médical a connu une expansion majeure. Un nouvel hôpital a été ajouté en 1989 avec 20 nouvelles salles d'opération, des unités de soins intensifs et d'hospitalisation, ainsi que d'autres ajouts technologiques. Le Centre Beckman de médecine moléculaire et génétique a ouvert ses portes en mai 1989 en tant que centre interdisciplinaire axé sur les bases moléculaires et génétiques des maladies. L'hôpital pour enfants Lucile Packard est achevé en 1991, agrandissant encore Stanford Medicine.

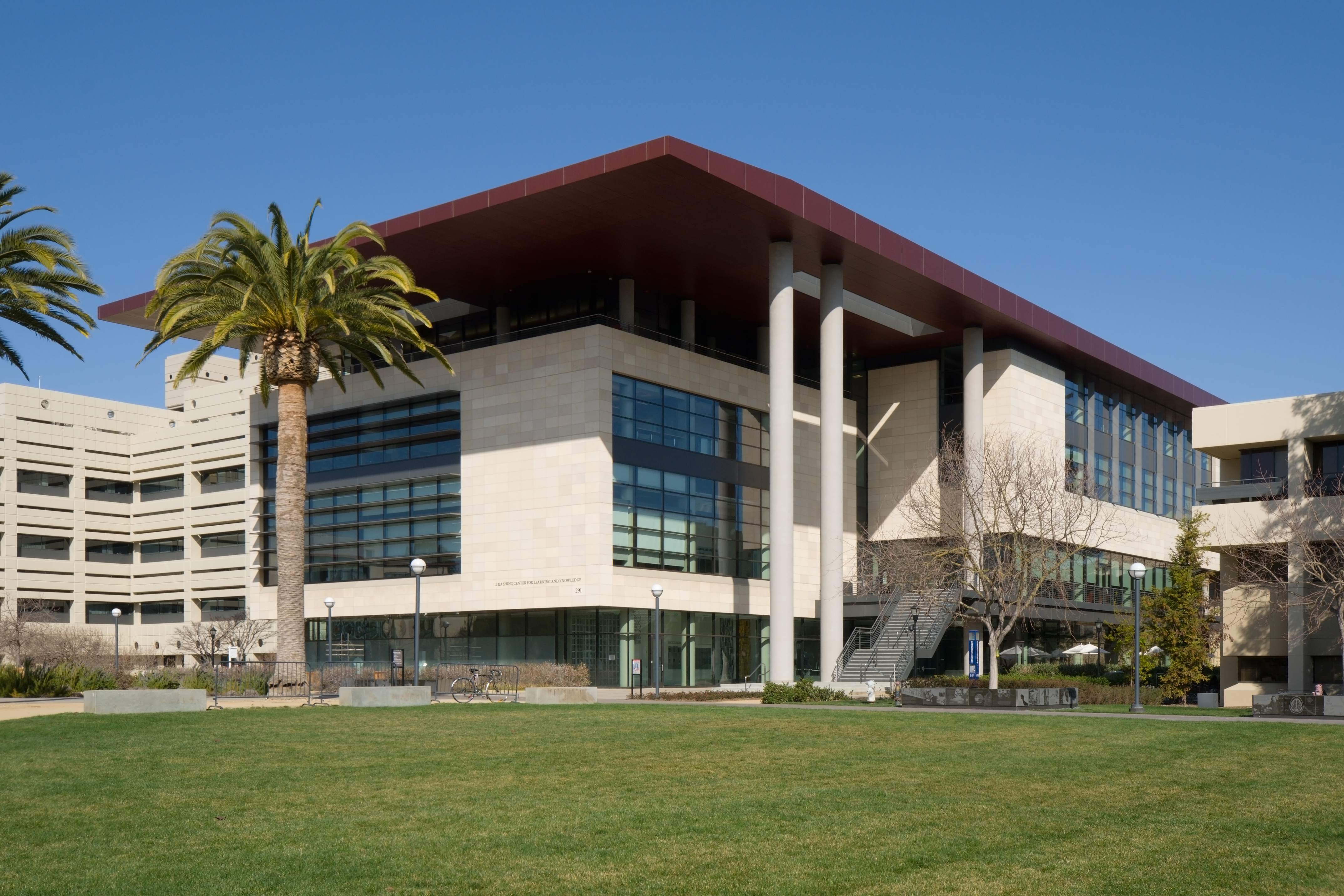
Centre d'apprentissage et de connaissances Li Ka Shing

Au début du XXIe siècle, la Faculté de médecine connait une construction rapide pour élargir encore les possibilités d’enseignement et cliniques. Le Centre d'apprentissage et de connaissances Li Ka Shing a ouvert ses portes en 2010. Il sert de porte d’entrée à la Faculté de médecine et propose un nouveau modèle d’enseignement médical en combinant la recherche biomédicale avec l’enseignement clinique et les technologies de l’information. Le bâtiment de recherche sur les cellules souches Lorry I. Lokey a également ouvert ses portes en 2010 ; il s’agit du plus grand centre de recherche sur les cellules souches et la médecine régénérative en Amérique du Nord. Le bâtiment de recherche sur les cellules souches est le premier des futurs instituts de médecine de Stanford et abrite des bureaux pour les professeurs du Stanford Cancer Center et des bureaux « d'hôtel » pour les chercheurs invités.

## Classements et admissions
Dans le classement 2021 du U.S. News & World Report, Stanford a été classée quatrième du pays parmi les écoles de médecine pour la recherche. L'admission au programme MD de Stanford est très compétitive : en 2019, 6 894 personnes ont postulé, 422 ont été interviewées et 175 ont été acceptées pour 90 places.
Stanford est l’une des nombreuses écoles aux États-Unis à utiliser le système de mini-entretiens multiples, développé à la faculté de médecine de l’Université McMaster au Canada, pour évaluer les candidats.
En plus de l'École des sciences humaines et des sciences, la Stanford School of Medicine gère également le programme de doctorat en biosciences, qui a été classé premier en 2019 parmi les programmes d'études supérieures en sciences biologiques par US News & World Report. Selon US News pour 2019, les spécialités des études supérieures de Stanford étaient classées n° 1 en génétique, génomique et bio-informatique, n° 1 en neurosciences et neurobiologie, n° 1 en biologie cellulaire, n° 3 en biochimie, biophysique et biologie structurale, et n° 4 en écologie et biologie évolutive.

## Faculté
La Faculté de médecine compte 1948 professeurs à temps plein. Au cours des six dernières décennies, huit membres du corps professoral ont remporté le prix Nobel, et parmi ses 2019 membres du corps professoral figurent :  
- 37 membres de l'Académie nationale des sciences
- 49 membres de l'Académie nationale de médecine
- 4 « génies » de la Fondation MacArthur
- 15 chercheurs de l'Institut médical Howard Hughes
- 26 prix des innovateurs et des jeunes innovateurs des National Institutes of Health

## Anciens élèves notables
- Lori Alvord – première femme chirurgienne Diné certifiée, auteure de « The Scalpel and the Silver Bear » et nominée en 2013 pour le prix U.S. Médecin-chef
- John C. Baldwin – ancien doyen de la Dartmouth Medical School et ancien président du Texas Tech University Health Sciences Center
- Cheri Blauwet – cycliste professionnelle, gagnante du marathon de Boston
- Linda M. Boxer – hématologue, vice-doyenne et professeure Stanley McCormick Memorial
- William Brody – président du Salk Institute et ancien président de l'Johns Hopkins University
- David D. Burns – psychiatre et auteur
- Amy Chow – médaillée d'or olympique
- Alexander A. Clerk – psychiatre et spécialiste en médecine du sommeil
- Toby Freedman – directeur médical aérospatial/médecine du sport (Los Angeles Rams et Los Angeles Lakers)
- Bill Frist – Chercheur en chirurgie cardiothoracique, Sénateur des États-Unis, ancien candidat à la présidence
- Randall B. Griepp – Chirurgien cardiothoracique qui a collaboré avec Norman Shumway au développement des premières transplantations cardiaques réussies aux États-Unis[15]
- Mary Halton – médecin, suffragiste et pionnière de la recherche sur les dispositifs intra-utérins (DIU) ; diplômée du Cooper Medical College en 1900[16]
- John C. Handy – médecin et chirurgien à Tucson, en Arizona (diplômé du Medical College of the Pacific)
- Eric Heiden – médaillé d'or olympique et médecin
- David A. Karnofsky – oncologue médical connu pour la score de Karnofsky
- Robert Kerlan – fondateur de la clinique orthopédique de médecine sportive Kerlan-Jobe
- Milt McColl – ancien joueur de 49ers linebacker et médecin de famille
- Scott Parazynski – Astronaute de la NASA, vétéran de cinq missions de la navette spatiale
- Dorian « Doc » Paskowitz (1921–2014) – surfeur et médecin
- Joshua Prager – Spécialiste en médecine de la douleur et neuromodulateur
- Mary Elizabeth Bennett Ritter – L'une des premières femmes à obtenir un doctorat en médecine en Californie, militante pour les droits des femmes et la santé publique à Berkeley
- Anna Elizabeth Rude – Directrice du service d'hygiène infantile du Bureau américain de l'enfance, 1918–1924
- Val Murray Runge – Titulaire de la chaire John Sealy et professeur émérite de radiologie University of Texas Medical Branch
- Belding Scribner – Professeur, University of Washington, inventeur du shunt Scribner
- Leslee Subak – Directrice du département d'obstétrique et de gynécologie
- Huey-Kang Sytwu – Président, National Health Research Institutes
- Irving Weissman – Biologiste des cellules souches, fondateur de Systemix
- Ray Lyman Wilbur – Président de l'American Medical Association, président de Stanford (1916-1943), médecin personnel du président Harding
- Owen Witte – Professeur émérite et directeur fondateur du Centre Eli et Edythe Broad de médecine régénérative et de recherche sur les cellules souches de l'UCLA

## Corps professoral notable
- John R. Adler – Professeur de neurochirurgie, inventeur du Cyberknife
- Ben Barres – Professeur de neurobiologie, réputé pour ses recherches sur la biologie gliale
- George W. Beadle – Professeur de biologie, lauréat du prix Nobel de physiologie ou médecine en 1958
- Paul Berg – Biochimiste, lauréat du prix Nobel de chimie en 1980 pour la découverte de l'ADN recombiné
- Jay Bhattacharya – Professeur de médecine, chercheur associé au Bureau national de recherche économique et directeur du Centre de démographie et d'économie de la santé et du vieillissement de Stanford
- Andra Blomkalns – Professeure et directrice du département de médecine d'urgence
- Melissa Bondy – Présidente inaugurale du département d'épidémiologie et de santé des populations
- Eugene C. Butcher – Professeur de pathologie, lauréat du prix Crafoord 2004
- Robert A. Chase – Professeur de chirurgie, fondateur de Stanford Plastic & Reconstructive Surgery
- Gilbert Chu – Professeur de biochimie et de médecine
- Alexander A. Clerk – Professeur agrégé de psychiatrie clinique ; Directeur du Centre de Stanford pour les sciences et la médecine du sommeil (1990-1998)
- Stanley Norman Cohen – Professeur de génétique et de médecine, a réalisé la première transplantation de gènes entre cellules, lauréat de la Médaille nationale des sciences et de la Médaille nationale de la technologie, intronisé au National Inventors Hall of Fame
- Frances K. Conley – Neurochirurgienne reconnue pour avoir fait progresser la médecine féminine aux États-Unis
- Karl Deisseroth – Professeur de bio-ingénierie, de psychiatrie et de sciences du comportement, pionnier de l'optogénétique, lauréat du Breakthrough Prize in Life Sciences 2016
- William C. Dement – Professeur de psychiatrie et de sciences du comportement, pionnier de la recherche sur le sommeil
- Stanley Falkow – Professeur Robert W. et Vivian K. Cahill en recherche sur le cancer, a mené des travaux pionniers sur le rôle des bactéries dans les maladies humaines et la résistance aux antibiotiques Spreads, lauréat de la Médaille nationale des sciences
- Andrew Fire – lauréat du Prix Nobel de physiologie ou médecine 2006
- Thomas J. Fogarty – Professeur clinicien de chirurgie, membre du Panthése national des inventeurs, propriétaire de plus de 100 brevets chirurgicaux, dont le cathéter à ballonnet Fogarty
- Ralph S. Greco – Professeur émérite de chirurgie Johnson & Johnson à la faculté de médecine de l'université de Stanford
- Christian Guilleminault – Professeur de psychiatrie et de sciences du comportement, pionnier de la recherche sur le sommeil, premier à avoir décrit l'apnée obstructive du sommeil
- Philip Hanawalt – Professeur Hertzstein de biologie et de dermatologie, a découvert la réparation couplée à la transcription de l'ADN
- Griffith R. Harsh – Vice-président du département de neurochirurgie de Stanford et directeur du Centre des tumeurs cérébrales de Stanford, époux de Meg Whitman
- Leonard Herzenberg – Lauréat du prix Kyoto pour le développement du tri cellulaire activé par fluorescence
- Herbert N. Hultgren – Professeur de médecine (cardiovasculaires), émérite, pionnier et chercheur en médecine de haute altitude[17]
- Henry S. Kaplan – pionnier de la radiothérapie pour le cancer, inventeur du premier accélérateur linéaire de l'hémisphère occidental
- Jennifer L. Kelsey – experte en épidémiologie des troubles musculo-squelettiques, ancienne cheffe du département d'épidémiologie
- Brian Kobilka – professeur de physiologie moléculaire et cellulaire, lauréat du prix Nobel de chimie 2012
- Arthur Kornberg – lauréat du prix Nobel de physiologie ou médecine 1959 (avec Severo Ochoa) pour la découverte des mécanismes de la synthèse biologique de l'ARN et de l'ADN
- Roger Kornberg – lauréat Prix Nobel de chimie 2006, découvreur du nucléosome et du médiateur transcriptionnel, membre de l'Académie nationale des sciences
- Sheri Krams – professeure de chirurgie spécialisée en transplantation abdominale
- William Langston – fondateur et directeur général du Parkinson's Institute and Clinical Center à Sunnyvale, en Californie
- Donald Laub – fondateur de ReSurge International
- Quynh-Thu Le – directrice du département de radio-oncologie
- Joshua Lederberg – fondateur du département de génétique de Stanford, co-lauréat du prix Nobel de physiologie ou médecine en 1958
- Mary Leonard – directrice du département de pédiatrie
- Michael Levitt – lauréat du prix Nobel de chimie en 2013
- Kate Lorig – directrice du centre de recherche sur l'éducation des patients de Stanford Centre
- Alex Macario – Professeur d'anesthésiologie
- Yvonne Maldonado – Chercheuse sur la COVID-19
- Daria Mochly-Rosen – Professeure George D. Smith de médecine translationnelle
- Judith Graham Pool – Découverte du cryoprécipité, fondatrice et présidente de l'association Professional Women of Stanford University Medical School, membre fondatrice et coprésidente de l'Association for Women in Science
- Stephen Quake – Professeur et coprésident de bio-ingénierie, fondateur de Fluidigm Corp et d'Helicos Biosciences, inventeur du diagnostic prénatal non invasif par séquençage, lauréat du Prix Lemelson–MIT ; Responsable scientifique de l'Initiative Chan Zuckerberg
- Bruce Reitz – a réalisé la première transplantation combinée cœur-poumons chez l'adulte
- Laura Roberts – directrice du département de psychiatrie et des sciences du comportement
- Robert Sapolsky – neuroscientifique et professeur de neurologie, notamment connu pour ses études sur le stress (biologie)
- Lucy Shapiro – professeure de biologie du développement, lauréate de la Médaille nationale des sciences
- Norman Shumway – pionnier de la transplantation cardiaque, a réalisé la première transplantation cardiaque aux États-Unis
- Eila C. Skinner – directrice du département d'urologie
- Konstantina M. Stankovic – Professeure de la Fondation Bertarelli et titulaire de la chaire d'oto-rhino-laryngologie et de chirurgie cervico-faciale
- Marcia Stefanick – Professeure et chercheuse principale de l'essai « Strong and Healthy » de l'Initiative pour la santé des femmes (WHISH)
- Lyman Maynard Stowe – Ancien doyen associé aux affaires académiques de Stanford et premier doyen de la Faculté de médecine de l'Université du Connecticut]
- Samuel Strober – Ancien chef du département d'immunologie et de rhumatologie, cofondateur de Dendreon
- Lubert Stryer – Lauréat de la Médaille nationale des sciences, professeur Winzer de neurobiologie, auteur d'un manuel de biochimie
- Thomas C. Südhof – Lauréat du prix Nobel de physiologie ou médecine 2013
- Edward Tatum – colauréat du prix Nobel de physiologie ou médecine 1958
- Jared Tinklenberg – Professeur de psychiatrie et de sciences du comportement
- Irving Weissman – Biologiste de renom spécialisé dans les cellules souches, directeur de l'Institut de biologie des cellules souches et de médecine régénérative de Stanford, fondateur de Systemi